# Mort Drucker

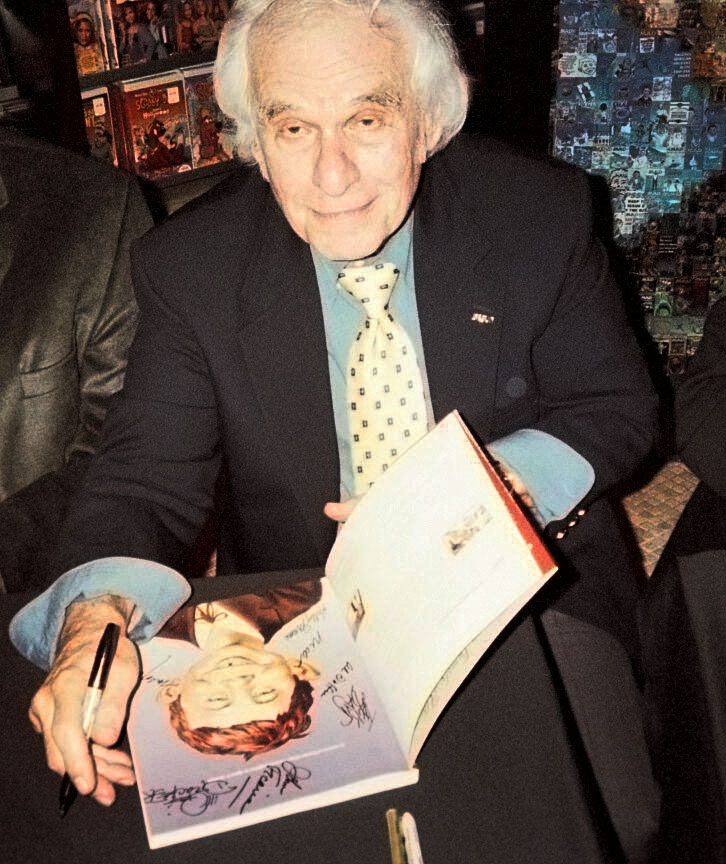
Mort Drucker im Jahr 2000

Mortimer „Mort“ Drucker (* 22. März 1929 in Brooklyn, New York City; † 9. April 2020 in Woodbury, New York) war ein US-amerikanischer Cartoonist.

## Leben
Drucker wurde an der Parsons The New School for Design ausgebildet, 1947 wurde er Assistent von Bert Whitman und arbeitete an der Comic-Strip-Serie Debbie Dean. Danach wechselte er zu DC Comics, bevor er sich Anfang der 1950er Jahre als Zeichner selbständig machte. 1956 stieß er zum MAD-Magazin, wo er neben Dave Berg, Sergio Aragonés und Don Martin zu einem der wichtigen Zeichner wurde. 2006 konnte er sein 50-jähriges Firmenjubiläum feiern. Drucker war vor allem bekannt für seine Parodien von Spielfilmen und Fernsehserien. Nach Erscheinen seiner Star-Wars-Parodie wurde er von George Lucas auf dessen Skywalker Ranch eingeladen.
Neben seiner Arbeit für MAD arbeitete Drucker auch für andere Magazine, unter anderem für das Time Magazine. Mitte der 1980er Jahre zeichnete er den Comic-Strip Benchley, welcher in Tageszeitungen veröffentlicht wurde. Daneben erstellte er auch Coverzeichnungen für Musiker, unter anderem für das Album State of Euphoria der Thrash-Metal-Band Anthrax.
1987 wurde er als Outstanding Cartoonist of the Year mit dem Reuben Award ausgezeichnet; damit steht er in einer Reihe mit Preisträgern wie Matt Groening, Charles M. Schulz oder Gary Larson. Zudem wurde er ab 1985 viermal in Folge mit dem Special Features Award der National Cartoonists Society ausgezeichnet.
Am 9. April 2020 starb Drucker im Alter von 91 Jahren.

## Auszeichnungen
- 1987: Reuben Award der National Cartoonists Society

## Werke
- Mad in Hollywood: das grosse Kino-Lachbuch, Text von Dick de Bartolo, Zeichnungen von Jack Davis und Mort Drucker, herausgegeben von Nick Meglin. Deutsche Fassung von Herbert Feuerstein (= Mad-Taschenbuch; Nr. 10) Williams, Hamburg 1976 (Originaltitel: A mad look at old movies), ISBN 3-8071-0078-4.